# Ghiacciaio Vallot
Il ghiacciaio Vallot è un ghiacciaio situato sulla costa di Loubet, nella parte occidentale della Terra di Graham, in Antartide. Il ghiacciaio, il cui punto più alto si trova 727 m s.l.m., si trova in particolare sulla penisola Arrowsmith e fluisce verso nord-ovest fino a entrare nel fiordo di Laubeuf, poco a sud dei picchi Lewis.

## Storia
Il ghiacciaio Vallot è stato mappato dal British Antarctic Survey, che all'epoca si chiamava ancora Falkland Islands and Dependencies Survey, grazie a fotografie aeree scattate durante una spedizione della stessa agenzia tra il 1948 e il 1959 ed è stato poi così battezzato dal Comitato britannico per i toponimi antartici in onore di Joseph Vallot, un naturalista e glaciologo francese che in Svizzera, tra il 1891 e il 1899, per primo misurò la velocità di superficie di un ghiacciaio.